# 法音寺 (練馬区)
法音寺（ほうおんじ）は、東京都練馬区にある曹洞宗の寺院。なお、同区谷原に「法音寺東京支院」を称する寺があるが、これは愛知県名古屋市昭和区の日蓮宗寺院「法音寺」の支院であり、当寺とは無関係である。

## 概要
1631年（寛永8年）、門解蘆関によって開山された。門解蘆関は泉岳寺第4世住職で、自分の隠居寺として創建した。元々は麻布今井谷（現・東京都港区六本木）に位置していた。文政年間（1818年～1831年）までに3回も火災に遭っているため、寺の詳細な記録を失っている。
1945年（昭和20年）の空襲で、本尊を始め様々な記録や什器も焼失している。1961年（昭和36年）に現在地に移転した。移転当初の檀家は約20家であったが、新規開拓の結果、現在は200家にまで増加した。

## 交通アクセス
- 地下鉄成増駅より徒歩20分。